# St. Clemens (Betzenweiler)
St. Clemens ist eine römisch-katholische Pfarrkirche in der Gemeinde Betzenweiler im Landkreis Biberach in Oberschwaben. Sie trägt das Patrozinium des Clemens von Rom. Die kirchliche Gemeinde gehört zum Dekanat Biberach und dort zur Seelsorgeeinheit 13 Federsee. 

## Kirche

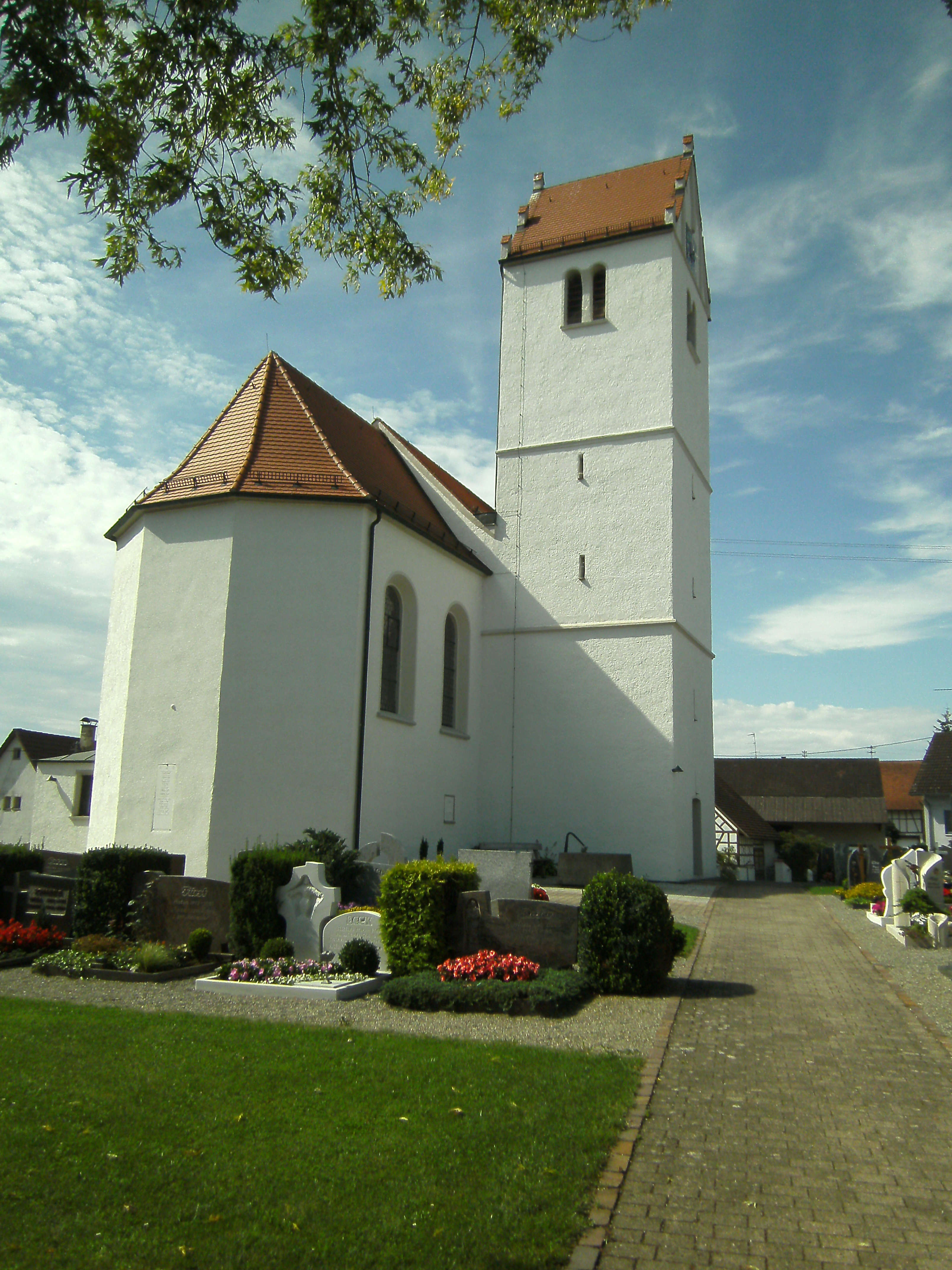
St. Clemens in Betzenweiler

Im Jahre 1275 wurde im Kreuzzugszehnt im Liber decimationis der Diözese Konstanz eine Kirche und Pfarrei „Zum Heiligen Clemens“ erwähnt. Die geostete Kirche befindet sich leicht erhöht, nahezu in der Ortsmitte, an der Straße nach Uttenweiler. Sie ist vollkommen von einer Mauer aus dem 15. Jahrhundert umgeben. Innerhalb dieser Mauer befinden sich ein Friedhof, die Aussegnungshalle, ein Hochkreuz und das Ehrenmal für die gefallenen Söhne des Ortes und Opfer der beiden Weltkriege. Östlich des Kirchengebäudes außerhalb der Mauer unterhalb der Kirche in der Pfarrgasse steht das Pfarrhaus, ein traufständiger zweigeschossiger verputzter Fachwerkbau mit Satteldach aus dem Jahre 1665. Es wurde im Jahre 1822 renoviert.
Die Kirche hat einen Turm im Norden, der im Jahre 1726 erneuert wurde. Das Kirchenschiff ist ein flachgedeckter Rechtecksaal mit dreiseitigem Chorabschluss. Im Jahre 1578 wurde der Chorbereich erneuert und erweitert. Von 1878 bis 1880 wurde das Langhauses erhöht und die Kirche nach Westen verlängert. Im Jahr 1933 wurde die Kirche wiederum renoviert, in den Jahren 1967/68 nach baulichen Vorstellungen des Zweiten Vatikanischen Konzils im Innern grundlegend verändert und 1984 außen saniert. Die Kirchhofmauer wurde in den Jahren 1991–94 saniert.

## Ausstattung
Die Kirche besitzt spärlichen figürlichen Schmuck. An der Ostseite des Chors befindet sich eine Kreuzigungsgruppe mit Maria und Johannes. Südlich des Johannes befindet sich eine Statue des Josef, nördlich eine Figur des Clemens von Rom mit Tiara, Papststab und einem Anker, im Langhaus an der Ostseite ein Taufbecken, im Westen ein Beichtstuhl. An der Südwand ist ein Heiliger Sebastian angebracht, gegenüber eine weitere Figur. An der Ostseite des Chores ist nördlich des Chorbogens eine Madonna zu sehen, südlich hängt ein Bild des Kerkerheilands. Auf einer Empore im Westen steht die Orgel, darunter ist eine hölzerne Figur angebracht. Ein aus Ölbildern bestehender Kreuzweg aus der zweiten Hälfte des 18. Jahrhunderts befindet sich an den Wänden des Langhauses.